# CSI: Miami (seizoen 10)
Het 10e seizoen van de thriller Crime Scene Investigation Miami begint op 25 september 2011 in Amerika.
In Nederland wordt dit seizoen van de serie door RTL 5 uitgezonden en dit zal ongeveer een half jaar later gebeuren. Pas in 2014 is dit seizoen uitgezonden op VIER. De hoofdrollen worden gespeeld door David Caruso, Emily Procter, Adam Rodriguez, Jonathan Togo, Rex Linn, Eva LaRue, Omar Benson Miller, Christian Clemenson Als bijrol.
De dvd van het tiende seizoen is deel 1 en 2 uitgegeven.

## Rolverdeling
| David Caruso        | Horatio Caine     | Gehele seizoen             | Gehele seizoen             | Gehele seizoen             | Gehele seizoen             | Gehele seizoen             | Gehele seizoen             | Gehele seizoen             | Gehele seizoen             | Gehele seizoen             | Gehele seizoen             | Gehele seizoen             | Gehele seizoen             | Gehele seizoen             | Gehele seizoen             | Gehele seizoen             | Gehele seizoen             | Gehele seizoen             | Gehele seizoen             | Gehele seizoen             |
| Emily Procter       | Calleigh Duquesne | Gehele seizoen             | Gehele seizoen             | Gehele seizoen             | Gehele seizoen             | Gehele seizoen             | Gehele seizoen             | Gehele seizoen             | Gehele seizoen             | Gehele seizoen             | Gehele seizoen             | Gehele seizoen             | Gehele seizoen             | Gehele seizoen             | Gehele seizoen             | Gehele seizoen             | Gehele seizoen             | Gehele seizoen             | Gehele seizoen             | Gehele seizoen             |
| Adam Rodriguez      | Eric Delko        | Gehele seizoen             | Gehele seizoen             | Gehele seizoen             | Gehele seizoen             | Gehele seizoen             | Gehele seizoen             | Gehele seizoen             | Gehele seizoen             | Gehele seizoen             | Gehele seizoen             | Gehele seizoen             | Gehele seizoen             | Gehele seizoen             | Gehele seizoen             | Gehele seizoen             | Gehele seizoen             | Gehele seizoen             | Gehele seizoen             | Gehele seizoen             |
| Jonathan Togo       | Ryan Wolfe        | Gehele seizoen             | Gehele seizoen             | Gehele seizoen             | Gehele seizoen             | Gehele seizoen             | Gehele seizoen             | Gehele seizoen             | Gehele seizoen             | Gehele seizoen             | Gehele seizoen             | Gehele seizoen             | Gehele seizoen             | Gehele seizoen             | Gehele seizoen             | Gehele seizoen             | Gehele seizoen             | Gehele seizoen             | Gehele seizoen             | Gehele seizoen             |
| Rex Linn            | Frank Tripp       | Gehele seizoen             | Gehele seizoen             | Gehele seizoen             | Gehele seizoen             | Gehele seizoen             | Gehele seizoen             | Gehele seizoen             | Gehele seizoen             | Gehele seizoen             | Gehele seizoen             | Gehele seizoen             | Gehele seizoen             | Gehele seizoen             | Gehele seizoen             | Gehele seizoen             | Gehele seizoen             | Gehele seizoen             | Gehele seizoen             | Gehele seizoen             |
| Eva LaRue           | Natalia Boa Vista | Gehele seizoen             | Gehele seizoen             | Gehele seizoen             | Gehele seizoen             | Gehele seizoen             | Gehele seizoen             | Gehele seizoen             | Gehele seizoen             | Gehele seizoen             | Gehele seizoen             | Gehele seizoen             | Gehele seizoen             | Gehele seizoen             | Gehele seizoen             | Gehele seizoen             | Gehele seizoen             | Gehele seizoen             | Gehele seizoen             | Gehele seizoen             |
| Omar Benson Miller  | Walter Simmons    | Gehele seizoen             | Gehele seizoen             | Gehele seizoen             | Gehele seizoen             | Gehele seizoen             | Gehele seizoen             | Gehele seizoen             | Gehele seizoen             | Gehele seizoen             | Gehele seizoen             | Gehele seizoen             | Gehele seizoen             | Gehele seizoen             | Gehele seizoen             | Gehele seizoen             | Gehele seizoen             | Gehele seizoen             | Gehele seizoen             | Gehele seizoen             |
| Christian Clemenson | Dr. Tom Loman     | Gehele seizoen als gastrol | Gehele seizoen als gastrol | Gehele seizoen als gastrol | Gehele seizoen als gastrol | Gehele seizoen als gastrol | Gehele seizoen als gastrol | Gehele seizoen als gastrol | Gehele seizoen als gastrol | Gehele seizoen als gastrol | Gehele seizoen als gastrol | Gehele seizoen als gastrol | Gehele seizoen als gastrol | Gehele seizoen als gastrol | Gehele seizoen als gastrol | Gehele seizoen als gastrol | Gehele seizoen als gastrol | Gehele seizoen als gastrol | Gehele seizoen als gastrol | Gehele seizoen als gastrol |

## Afleveringen
| Nr. | Titel aflevering           | Geregisseerd door   | Geschreven door                    | Uitzenddatum VS   | Uitzenddatum Nederland | Uitzenddatum Vlaanderen |
| --- | -------------------------- | ------------------- | ---------------------------------- | ----------------- | ---------------------- | ----------------------- |
| 1   | "Countermeasures" (deel 2) | Sam Hill            | Marc Dube & Barry O'Brien          | 25 september 2011 | 30 augustus 2012       | 21 april 2014           |
| 2   | "Stiff"                    | Gina Lamar          | Doreen J. Blauschild               | 2 oktober 2011    | 6 september 2012       | 28 april 2014           |
| 3   | "Blown Away"               | Don Tardino         | Brian Davidson                     | 9 oktober 2011    | 13 september 2012      | 5 mei 2014              |
| 4   | "Look Who's Taunting"      | Marco Black         | Krystal Houghton                   | 16 oktober 2011   | 20 september 2012      | 12 mei 2014             |
| 5   | "Killer Regrets"           | Sam Hill            | Brett Mahoney                      | 23 oktober 2011   | 27 september 2012      | 19 mei 2014             |
| 6   | "By the Book"              | Gina Lamar          | Melissa Scrivner                   | 30 oktober 2011   | 4 oktober 2012         | 26 mei 2014             |
| 7   | "Sinner Takes All"         | Larry Detwiler      | Michael McGrale & Greg Bassenian   | 6 november 2011   | 11 oktober 2012        | 2 juni 2014             |
| 8   | "Dead Ringer"              | Sam Hill            | Tamara Jaron                       | 13 november 2011  | 18 oktober 2012        | 9 juni 2014             |
| 9   | "A Few Dead Men"           | Don Tardino         | K. David Bena                      | 20 november 2011  | 25 oktober 2012        | 16 juni 2014            |
| 10  | "Long Gone"                | James Wilcox        | Marc Dube & Barry O'Brien          | 4 december 2011   | 1 november 2012        | 23 juni 2014            |
| 11  | "Crowned"                  | Gina Lamar          | Krystal Houghton & Brett Mahoney   | 11 december 2011  | 8 november 2012        | 30 juni 2014            |
| 12  | "Friendly Fire"            | Sam Hill            | Greg Bassenian & Tamara Jaron      | 8 januari 2012    | 15 november 2012       | 7 juli 2014             |
| 13  | "Terminal Velocity"        | Sylvain White       | Robert Hornak & Brian L. Davidson  | 29 januari 2012   | 22 november 2012       | 14 juli 2014            |
| 14  | "Last Straw"               | Bill Gierhart       | Michael McGrale & Melissa Scrivner | 19 februari 2012  | 29 november 2012       | 21 juli 2014            |
| 15  | "No Good Deed"             | Matt Earl Beesley   | Grace DeVuono                      | 4 maart 2012      | 6 december 2012        | 28 juli 2014            |
| 16  | "Rest in Pieces"           | Sam Hill            | Marc Dube & Barry O'Brien          | 11 maart 2012     | 13 december 2012       | 4 augustus 2014         |
| 17  | "At Risk"                  | Adam Rodriguez      | Adam Rodriguez                     | 18 maart 2012     | 13 december 2012       | 11 augustus 2014        |
| 18  | "Law & Disorder"           | Allison Liddi-Brown | Michael McGrale & Greg Bassenian   | 25 maart 2012     | 20 december 2012       | 18 augustus 2014        |
| 19  | "Habeas Corpse"            | Sam Hill            | Marc Dube & Barry O'Brien          | 8 april 2012      | 20 december 2012       | 25 augustus 2014        |